# Chemiré-sur-Sarthe

Chemiré-sur-Sarthe este o comună în departamentul Maine-et-Loire, Franța. În 2009 avea o populație de 269 de locuitori.